# Liste der Monuments historiques in Pomacle
Die Liste der Monuments historiques in Pomacle führt die Monuments historiques in der französischen Gemeinde Pomacle auf.

## Liste der Objekte
| Bezeichnung | Beschreibung                                                               | Standort                | Kennzeichnung | Schutzstatus    | Datum     | Bild |
| ----------- | -------------------------------------------------------------------------- | ----------------------- | ------------- | --------------- | --------- | ---- |
| Sarkophag   | Stein, 5. oder 6. Jahrhundert; wohl während des Ersten Weltkriegs zerstört | auf dem Friedhof (Lage) | PM51001536    | Classé gelöscht | 1909 1945 |      |